# Ultramontanizm
Ultramontanizm (ze śrdw. łac. ultramontanus znajdujący się za górami) – kierunek polityczny postulujący podporządkowanie lokalnych kościołów rzymskokatolickich różnych krajów decyzjom papieża. Powstał we Francji na przełomie XVIII i XIX wieku.
Samo pojęcie pochodzi z Niemiec i oznacza, że decyzje w sprawach Kościoła są podejmowane wyłącznie w Rzymie, „za górami”. Ultramontanizm powstał wskutek zetknięcia prądów racjonalnego i antyklerykalnego oświecenia z romantycznym emocjonalizmem pierwszej połowy XIX wieku. W zetknięciu z rewolucją francuską, wojnami napoleońskimi, tolerancją religijną, socjalizmem i laicyzacją życia, Kościół postanowił usztywnić zasady doktryny, zastosować ich dogmatyzację oraz centralizację hierarchii katolickiej wokół Rzymu. Impuls ruchowi dało potępienie przez papieża Piusa VI w 1791 zasad rewolucyjnych panujących we Francji.
Teoretykiem ultramontanizmu był Joseph de Maistre. Ultramontanami na ziemiach polskich byli między innymi biskupi: Zygmunt Szczęsny Feliński, Konstanty Łubieński i Wincenty Popiel.

## Literatura
- Rett R. Ludwikowski - "Główne nurty polskiej myśli politycznej 1815-1890", PWN, Warszawa 1982, ISBN 83-01-03871-3
- Stanisław Królik: Hierarchia kościelna w Królestwie Polskim wobec przygotowania i wybuchu powstania styczniowego. warszawa: Książka i Wiedza, 1962. Brak numerów stron w książce